# Friedrich Wilhelm Vitzthum von Eckstedt (Dechant)
Friedrich Wilhelm Vitzthum von Eckstedt (* 21. September 1665; † 14. August 1747 in Naumburg (Saale)) war ein Domdechant des Hochstifts Naumburg und Abgeordneter des Sächsischen Landestages von 1722 in Dresden.

## Leben
Er stammte aus dem thüringischen Adelsgeschlecht Vitzthum und wuchs in Halberstadt auf. Nach dem Besuch der Klosterschule Roßleben studierte er ab 1683 an der Universität Leipzig.
Wie viele seiner Familienmitglieder wurde er Domherr (1689) und später zum Domdechanten am Naumburger Dom gewählt. Als solcher nahm er 1722 am Landtag in Dresden teil. 1744 wurde er zum Dompropst ernannt.